# 대포동 미사일
대포동 미사일(大浦洞 -)은 조선민주주의인민공화국(북한)이 개발 중인 중거리 탄도미사일(IRBM)이다. 구소련의 스커드 미사일을 기본 설계로 하여 개발한 노동 1호보다 사정 거리가 훨씬 더 길고 대형이다.

## 명칭
대포동이라는 명칭은 미국 국방부가 정찰로 미사일을 발견한 대포동(현재 무수단리)의 지명을 따서 붙인 것이다. 후에 북한 측은 대포동 1호를 백두산 1호로 명명했다.

## 규모
대포동 1호는 액체 2단 로켓으로 사정 거리 1500~2000km, 동체 지름 1.3m, 발사 중량 2만7000㎏, 대포동 2호는 사정거리 3500~6000km, 동체(1단계) 지름 2.4m, 발사중량 6만㎏으로 추정된다.

## 국제적 비난
북한은 1998년 8월 31일 사전 예고 없이 로켓을 발사했고, 이는 대포동 1호로 추정됐다. 1단계 로켓은 블라디보스토크 남쪽 조선동해의 공해상에, 2단계 로켓은 고도 65km로 일본 열도 상공을 지나 태평양에 떨어졌다. 북한은 1998년 9월 4일 이를 인공위성 '광명성 1호'를 발사한 것이라고 발표했다. 그러나 일본과 미국 등은 대포동과 같은 장거리 미사일을 개발 중인 북한에 대해 계속해서 우려를 표하고 있다.
2006년 7월 5일 북한은 스커드 미사일 4기, 노동미사일 2기, 대포동 미사일 1기를 연속 발사했다. 스커드급 미사일은 500~800km를 비행했고, 대포동 2호는 7분가량 비행한 후 동해상에 추락했다. 미국과 일본을 비롯한 세계 각국은 북한의 미사일 발사를 규탄했다. 유엔에서는 북한에 탄도미사일 개발과 실험, 배치 및 확산을 중단할 것과 북핵 6자 회담에 복귀할 것을 촉구하는 결의안을 채택했다.

## 대포동 시스템
대포동 시스템은 중거리 탄도 미사일이나, 장기적으로는 인공위성 발사체를 개발하는 데 기반을 제공할 수도 있다.

## 발사기록

### 1998년 최초 발사
1994년 2월 미국은 첩보 위성을 통해 산음동 병기연구소에서 발견한 미사일 모형 두 기를 발견하고 각각 대포동 1호와 대포동 2호로 명명했다. 인공위성으로 북한 미사일 사진을 찍어 직경을 잰 후 중국, 러시아 등에서 그 직경과 비슷한 로켓을 찾아 성능을 추정하고 있다. 1998년 8월 31일 무수단리 미사일 발사장에서 첫 번째 대포동 미사일의 발사가 있었다.

### 2006년 2회 발사
대한민국 정보 당국은 2006년 발사한 대포동 2호 미사일이 남포시 잠진미사일공장에서 제조한 것으로 보고 있다. 2006년 7월 5일 무수단리 미사일 발사장에서 두 번째 대포동 미사일의 발사가 있었다.

### 2009년 3회 발사
북한은 2009년 1월 말 산음동 병기연구소에서 대포동 2호를 무수단리 미사일 발사장으로 운반할 때, 덮개가 달린 길이 40여m의 특수 화차를 동원, 미국 정찰 위성의 추적을 어렵게 했다. 2009년 4월 5일 무수단리 미사일 발사장에서 세 번째 대포동 미사일이 발사되었다.

### 2009년 4회 발사
2009년 5월, 산음동 병기연구소에서 화물 열차 3량에 장거리 미사일 한 기가 실려있는 것이 미국 정찰 위성에 의해 포착됐다. 2009년 6월 이후에 무수단리 미사일 발사장에서 네 번째 대포동 미사일의 발사를 할 것으로 보인다.

## 2003년 이후 미사일 발사 관련 일지
- 2003.2 = 동해상으로 사거리 100km인 중국제 실크웜 지대함 미사일(KN-01 미사일) 시험 발사.
- 2003.3 = 동해상으로 사거리 100km인 중국제 실크웜 지대함 미사일(KN-01 미사일) 시험 발사.
- 2003.4 = 서해상에서 육지로 사거리 60km의 실크웜 미사일(KN-01 미사일) 시험 발사.
- 2003.10 = 동해상으로 중국제 실크웜 추정 지대함 미사일(KN-01 미사일) 시험 발사.
- 2004.4 = 동해상으로 소련제 단거리 미사일 SS-21 개량형인 KN-02 미사일 발사. 실험 실패
- 2005.5 = 동해상으로 소련제 단거리 미사일 SS-21 개량형인 KN-02 미사일 발사(사거리 120km 추정).
- 2005.6 = 동해상으로 개량형 실크웜 지대함 추정(KN-01 미사일) 세 발 발사.
- 2006.7 = 대포동 2호 1기와 노동 및 스커드급 6발 등 총 일곱 발 발사.
- 2007.5.25 = 동해상으로 사거리 100km의 KN-02 미사일 미사일 한 발 발사.
- 2007.6.7 = 서해상으로 사거리 100km의 단거리 미사일 두 발 발사.
- 2007.6.19 = 동해상으로 사거리 100km의 단거리 미사일 한 발 발사.

## 같이 보기
- 대포동 1호
- 대포동 2호
- 무수단리 미사일 발사장
- 동창동 미사일 발사장